# 納普氏棘花鮨
納普氏棘花鮨，又稱納普氏棘花鱸，為輻鰭魚綱鱸形目鱸亞目鮨科的其中一種，分布於中西太平洋的菲律賓海域，棲息深度約90公尺，體長可達6.6公分，為底棲性魚類，屬肉食性，生活習性不明。

## 擴展閱讀
維基物種上的相關：納普氏棘花鮨